# Bié (visočje)
Visočje Bié (por. Planalto Central de Angola) je visočje koja leži u sredini Angole.

## Zemljopisne karakteristike
Bié ima oblik nepravilnog kvadrata koji se uzdiže iznad obalne ravnice, istočno od Pokrajine Benguela. Visok je od 1 500 do 2 600 m. (najviši vrh Môco). Bié pokriva približno jednu desetinu Angole,to je plodan kraj s dosta kiša, na kom živi polovica angolskih seljaka.
S Visočja Bié izvire nekoliko velikih afričkih rijeka; Okavango, Kunene, Cuito, Cuango, Kasai i neke pritoke Zambezija.

## Vanjske poveznice
- (engl.) Physiography of Angola na portalu Encyclopædia Britannica